# Christian Delferier
Christian Delferier, né le 29 juin 1941, est un copilote de rallye belge.

## Biographie
Sa carrière comme navigateur s'étale régulièrement de 1966 (débuts avec Lucien Bianchi les trois premières années, sur Citroën DS 21) à 1981 (6e du Rallye Safari avec Jean-Claude Lefèbvre). 
En 1972 il entame une collaboration soutenue d'une dizaine d'années environ avec des pilotes français de renom (Henri Greder, Claude Laurent, Gérard Larrousse, Jean-Luc Thérier et Jean-Pierre Nicolas entre autres, initialement), et qui n'aura de cesse jusqu'à la fin de son activité en sport automobile.
Il participe à 26 épreuves du Championnat du monde des rallyes entre 1973 et 1981. 1973 et 1977 sont ses saisons les plus accomplies sur le plan international, avec essentiellement J-L. Thérier et Jean-Claude Andruet.

## Palmarès

### 3 victoires en WRC
- Rallye de l'Acropole, en 1973 avec J-L. Thérier sur Alpine-Renault A110 1800;
- Rallye Press on Regardless, en 1974 avec J-L. Thérier sur Renault 17 Gordini;
- Rallye Sanremo, en 1977 avec J-C. Andruet sur Fiat 131 Abarth;

### Autres victoires notables
- Classe 1 au rallye Monte-Carlo: 1973 avec G. Larrousse, et 1975 avec Guy Fréquelin (les deux fois sur Alfa Romeo 2000 GTV);
- Classe 1 au rallye du Portugal 1973, avec C. Laurent (sur DAF 55);
- Boucles de Spa, en 1973 avec Jean Lois Haxe, sur DAF 66;
- Rallye du Maroc, en 1974 avec J-P. Nicolas sur Alpine-Renault A110 1600;
- Groupe 3 au Tour de Corse 1976, avec Jacques Alméras (sur Porsche 911);
- Rallye de Nouvelle-Calédonie, en 1978 avec Jean Ragnotti sur Datsun KP 710 Violet;
- Classe Diesel au rallye Monte-Carlo 1979, avec Dany Snobeck (sur Volkswagen Golf);
- Classe 4 au rallye CODASUR 1980, avec J-C. Lefèbvre sur Peugeot 504 Coupé V6 officielle (5e au général);
- Rallye du Zaïre, en 1981 avec A. Ambrosino sur Peugeot 504 Coupé V6;

### Résultats auRallye Dakar
- 1989: abandon, avec l'anglais Andrew Cowan sur Mitsubishi;
- 1990: 4e, même équipage (vainqueurs sur l'avant-dernière étape Kayes-Saint Louis de la spéciale Tambacounda-Ranerou);
- 1991: 63e, avec l'allemand Erwin Weber sur Mitsubishi;
- 1992: 20e, avec le japonais Hiroshi Masuoka sur Mitsubishi;
- 1993: 8e, avec le finlandais Ari Vatanen sur Citroën ZX Rallye-raid (vainqueurs sur l'étape Bordj Omar Driss-Tamanrasset de la spéciale Bordj Omar Driss-In Ecker);

### Autre résultat en rallye-raid
- 4e du Rallye de Tunisie, en 1992 avec Jean-Pierre Fontenay sur Mitsubishi.